# Маттіас II фон дер Реке
Ма́ттіас фон дер Ре́ке (нім. Matthias von der Recke; 1565 — 1638) — курляндський державний діяч, старший радник. Ландгофмейстер Курляндії (1617 — 1638). Представник німецького шляхетного роду Реке. Син добленського комтура Маттіаса фон дер Реке і Софії фон Фіркс. Після смерті батька став володарем Ноєнбурга. Відзначився у битві під Кірхгольмом (1605), в якій ледь не полонив шведського короля Карла IX, захопивши його шолом і меч. У латиській фольклорній традиції постає як відважний, але дуже жорстокий лицар, що служить самому чорту.

## Імена
- Ма́ттіас фон дер Ре́ке, або Ма́ттіяс фон дер Ре́ке (нім. Matthias von der Recke) — також Маттіяс, або Матвій.
- Ма́ттіас фон дер Ре́к (нім. Matthias von der Reck) — у тогочасних документах.
- Ма́ттіас II фон дер Ре́ке (нім. Matthias II. von der Recke) — у генеалогічних довідниках, на противагу батькові Маттіасу І фон дер Реке.
- Ма́ттіас III фон дер Ре́ке (нім. Matthias III. von der Recke)[2]

## Біографія
- 1592 року Маттіас розпочав будівництво лютеранської церкви у Ноєнбурзі, однієї із перших у Курляндському герцогстві[3].

- Маттіас брав участь польсько-шведській війні 1600—1611 років на боці Речі Посполитої. Він перебував у війську курляндського герцога Фрідріха й командував загоном із 10 залежних лицарів-кіннотників із Ноєнбурга[4].

- 27 вересня 1605 року Маттіас відзначився у великій битві при Кірхгольмі. Під час атаки курляндців він зійшовся у рукопашному бою із самим шведським королем Карлом IX. Король ледь не потрапив до полону, але вислизнув завдяки допомозі ліфляндського барона Генріха Фреде[4][3]. У руках Маттіаса лишилися тільки королівські шолом і меч. Ці трофеї зберігалися у родинному Нойєнбурзькому замку[4] до Першої світової війни[3].

- Після Кірхгольмської битви Маттіас привіз до Нойєнбурга близько 300 шведських полонених, які працювали як раби на будівництві у замку і маєтностях Реке. Про це нагадує так звана Шведська стіна, зведена полоненими довкола свого табору просто неба. За легендою, тих шведів, що вціліли на виснажливих роботах, Маттіас наказав заперти у сараї і спалити. Коли 1625 року шведська армія захопила Ноєнбурзький замок під час нової польсько-шведської війни, вона помстилася за своїх побратимів, дощенту зруйнувавши Нойєнбург.

- За мужність під Кірхгольмом Маттіас отримав від ольського короля маєток в Кабілі.
- 17 жовтня 1620 року внесений до матрикулу курляндського лицарства першим номером І класу, з титулом фрайгера[5].

## Оцінки
- У латиській фольклорній традиції Маттіас закарбувався як інфернальний персонаж: йому приписували вміння ходити по воді, яке він отримав від диявола і за що мусив віддавати тому душі своїх солдат. За легендою, барон влаштував табір для 300 шведських полонених, які працювали у його замку, а потім власноруч зігнав їх у дерев'яний сарай, підпалив його і грівся, жартуючи «Чуєте, як пищать мої мишенята?»[3]. Поблизу замку, на місці старого семигальського городища, Маттіас встановив шибениці для застрашування селян[3].